# Visconde de Wildick
Visconde de Wildick, é um título nobiliárquico criado por D. Luís I de Portugal, por Decreto de 26 de Dezembro de 1884, em favor de Pedro Afonso André de Figueiredo, antes 1.º Barão de Wildick.
Titulares
1. Pedro Afonso André de Figueiredo, 1.º Barão e 1.º Visconde de Wildick.